# 高麗娟
高麗娟 （Li Chuan Okay，1958年3月17日—）是一名居住在土耳其安卡拉的作家，歐洲華文作家協會會員。

## 生平
1958年3月17日出生於台北，台灣大學中文系畢业、土耳其安卡拉大學文學系碩士畢业、博士班肄業。曾任记者，曾任《八十年代》、《亞洲人》雜誌編輯。土耳其安卡拉大學漢學系專任中文講師、土耳其广播电视公司国际频道中文部編譯與主持人、警察大學中文教師、中國時報特約撰述。

## 著作
- 土耳其隨筆。[4]
- 從覺民到覺醒：開花的猶大。出版社：玉山社, ISBN 9789866789175[5]